# 庫佐瓦托沃 (市級鎮)
库佐瓦托沃（羅馬化：Kuzovatovo）是俄罗斯乌里扬诺夫斯克州的市级镇，为该州库佐瓦托沃区行政中心及规模最大聚居地，也是该区唯一的一座市级镇。地处乌里扬诺夫斯克州中部，位于州府乌里扬诺夫斯克西南方，距乌里扬诺夫斯克州与萨马拉州州界约33公里（通过公路）。
镇内设有同名铁路车站，位于因扎－新奥布拉兹佐沃线上。
该地2022年人口有7,342人；2010年人口8,022；2002年人口8,683；1989年人口8,034。